# 诸蕃志

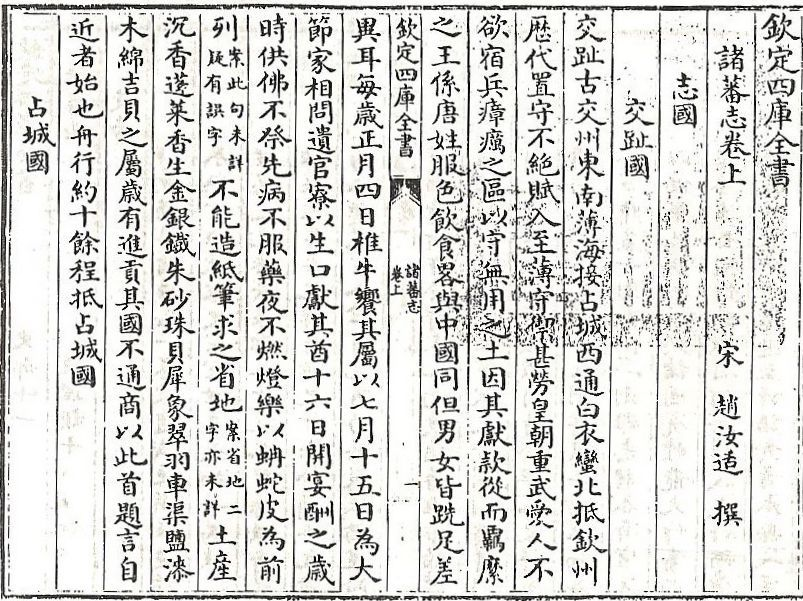
《諸蕃志》書影

《诸蕃志》是由南宋泉州市舶司提举赵汝适于宝庆元年（1225年）著成。《诸蕃志》分上下卷，卷上志国，卷下志物。
《诸蕃志》全書涉及158國家和地區，趙汝适本人未親自訪問，只是向到訪中國的商人多方詢問，“列其國名，道其風土，與夫道里之聯屬，山澤之畜產，譯以華言，刪其污渫，存其事實，名曰《诸蕃志》。”
《诸蕃志》的一些条目来自《岭外代答》（1178年）。
《文獻通考》、《宋史》、《密齋筆記》等书都引用《诸蕃志》。

## 卷上志国
记述交趾国、占城国、真腊国、宾瞳龙国、登留眉国、蒲甘国、三佛齐国、单马令国、凌牙斯加国、佛罗安国、新拖国、监篦国、兰无里国、细兰、苏吉丹、南毗国、故临国 ，胡茶辣国、麻囉华国、注辇国、鹏茄罗国、南尼华囉国、大秦国、大食国、麻嘉国、弼琶囉国、 层拔国、 中理国、甕蠻國、白达国、吉慈尼國、忽厮离国、木兰皮国、遏根陀国、茶弼沙国、斯伽里野国、默伽猎国、渤泥国、麻逸国、三屿国、蒲哩鲁国、流求国、毗舍邪国、新罗国、倭国等五十八个国；其中的「斯伽里野国」篇记述的是西西里岛的地理和岛上的活火山。这是中文古典典籍中最早记述意大利西西里岛和埃特纳火山的著作。

## 卷下志物
记述脑子、乳香、没药、血碣、金颜香、笃耨香、苏合香油、安息香、栀子花、蔷薇水、沉香、速暂香、黄熟香、生香、檀香、丁香、肉豆蔻、降真香、麝香木、波罗密、槟榔、椰子、没食子、吉贝、椰心簟、木香、白豆蔻、胡椒、蓽澄茄、阿魏、芦荟、珊瑚树、琉璃、猫儿睛、硨磲、象牙、犀角、腽肭脐、鹦鹉、蝳瑁、龍涎、黄蜡等五十四篇。

## 版本
- 《永乐大典》本
- 《函海》本，乾隆、道光、光緒刻本。
- 《學津討原》
- 《四庫全書》本
- 1937年馮承鈞註釋本
- 楊博文注释：《诸蕃志校释》，中华书局出版，ISBN  7-101-02059-3

## 译本
- 《诸蕃志》有1911年德国汉学家夏德和美国汉学家柔克义合译的英文本1。
- 法国汉学家费琅在《苏门答腊古国考》一书中，曾将《诸蕃志·三佛齐国》全文译成法文2。

## 外部連結
- 中国大百科全书中国历史  《诸蕃志》 （页面存档备份，存于）
- 大英百科全書線上繁體中文版 诸蕃志[永久]